# Giovanni Sadoleto
Giovanni Sadoleto (Modena, 1440 – 22 novembre 1511) è stato un giurista italiano che insegnò diritto nelle università di Pisa e Ferrara.
Fu padre del cardinale Jacopo Sadoleto.